# Bar (Ucrânia)
Bar (em ucraniano:  Бар; em polonês/polaco:  Bar; em russo:  Бар) é uma cidade da Ucrânia, situada no Oblast de Vinnytsia. Tem 5,95 km² de área e sua população em 2020 foi estimada em 15.775 habitantes.